# The Last Kingdom - Sette re devono morire
The Last Kingdom - Sette re devono morire (The Last Kingdom: Seven Kings Must Die) è un film del 2023 diretto da Edward Bazalgette e scritto da Martha Hillier. È il sequel e la conclusione della serie televisiva The Last Kingdom.

## Trama
Anlaf, re vichingo dell'Irlanda, arriva con il suo esercito nella Northumbria dopo aver appreso che Edward, re degli Anglosassoni, si è ammalato gravemente. Edward muore dopo poco, lasciando i tre figli, nessuno dei quali è stato nominato come suo aetheling. Lady Eadgifu e il figlio minore Edmund fuggono a Bebbanburg dove l'ex alleato di Edward, Uhtred, risiede. Sebbene ritiratosi dalla guerra, Uhtred viene informato che il figlio maggiore di Edward, Aethelstan, attaccherà probabilmente suo fratello minore Aelfweard e progetta un piano per fermarlo. Prima della partenza di Uhtred, Ingrith profetizza che "sette re devono morire" prima dell'unione dell'Inghilterra.
Uhtred raggiunge Aegelesburg, dove Aelfweard si prepara a difendersi contro l'imminente attacco di Aethelstan. Aethelstan e il suo consigliere Ingilmundr sopraggiungono e eludono un trappola piazzata da Aelfweard. Uhtred convince Aelfweard ad arrendersi pacificamente, ma Aethelstan lo uccide rapidamente e massacra i suoi uomini. Aethelstan viene incoronato re dei Sassoni e Ingilmundr, che segretamente è il suo amante, lo incoraggia a realizzare il sogno di suo nonno di unire l'Inghilterra e tutti i cristiani.
A Eoferwic, Aethelstan ha preso il controllo in seguito alla morte del precedente re Rǫgnvaldr ed esige che tutti i re stranieri paghino un tributo o saranno catturati e obbligati al battesimo. Uhtred arriva e assiste alla distruzione dei monumenti pagani prima di apprendere che re Howell si è costituito a Aethelstan dopo che suo figlio è stato preso in ostaggio. Uhtred in seguito scopre la relazione di Aethelstan con Ingilmundr e crede di essere stato raggirato. Ingilmundr progetta segretamente di far uccidere Uhtred, ma Aldhelm lo avvisa e Uhtred scappa a Bebbanburg. Aldhelm viene successivamente bollato come traditore da Aethelstan e impiccato per le sue azioni. Ingilmundr arriva a Bebbanburg per prendere la fortezza, ma ignaro che Uhtred era fuggito, viene rapidamente catturato. Più tardi, Ingilmundr convince un servitore ad attirare Uhtred in una trappola, dove viene catturato dagli uomini di Aethelstan, costringendo Osbert a consegnare Bebbanburg. Osbert e Edmund vengono fatti prigionieri e inviati a Thelwael mentre Aethelstan, incapace di uccidere Uhtred, lo bandisce dall'Inghilterra.
Sull'isola di Man, Anlaf ospita un raduno di re con il principe Domnal e i sovrani di Strathclyde, Orcadi, Shetland e Man, avvertendoli della conquista incombente di Aethelstan. Benché inizialmente rifiutino l'offerta di allearsi con un pagano, Aethelstan inizia l'invasione della Scozia, costringendo re Constantin e gli altri governanti a formare un'alleanza. Un indebolito Uhtred viene trovato dai danesi e portato a Shetland, dove scopre che Ingilmundr è una spia danese. Qui incontra Anlaf e gli altri re che gli chiedono di assassinare Aethelstan per evitare una guerra.
Uhtred viaggia a Wintanceaster ma invano convince Aethelstan a fermare la sua conquista. Uhtred allora ritorna a Bebbanburg e Eadgifu lo informa che Anlaf ha saccheggiato il castello e rinchiuso Ingrith e i popolani in una grotta per soffocare. Ingilmundr massacra i Sassoni a Thelwael e Uhtred sopraggiunge per scoprire che Osbert e Edmund erano riusciti a nascondersi e sopravvivere. Un Aethelstan tormentato dal rimorso si riappacifica con Uhtred e pianifica di fermare l'invasione di Anlaf, ma rifiuta qualsiasi aiuto. Sapendo che Aethelstan potrebbe morire, Uhtred e suoi alleati affrontano Anlaf, che ha ammassato le sue forze a Brunanburh. Nella battaglia di Brunanburh, Uhtred e l'esercito di Aethelstan sono fortemente in inferiorità numerica e compiono una ritirata tattica permettendo alla cavalleria sassone di attaccare dal fianco dietro e nel caos, Domnal e gli eredi degli altri sovrani vengono uccisi. Dopo aver assistito all'attacco di Ingilmundr a Aethelstan, Uhtred viene gravemente ferito mentre tenta di aiutarlo.
All'indomani della battaglia, i re abbandonano velocemente Anlaf e Ingilmundr, fatto prigioniero, viene giustiziato. Aethelstan aiuta a riportare Uhtred a Bebbanburg e Finan deduce che le morti di Edward e dei cinque eredi - cinque re che non saranno mai incoronati - adempiono solo in parte alla profezia, mentre Uhtred ipotizza che sarà il settimo. Uhtred acconsente a consegnare la Northumbria a Aethelstan in cambio che accettasse di nominare Edmund come suo unico erede, rendendo Aethelstan il primo re a unire l'Inghilterra, realizzando così il sogno di suo nonno Alfred. Apparentemente sul punto di morte, Uhtred vive una visione del Valhalla, nella quale la sua famiglia danese e diversi suoi alleati deceduti lo stanno aspettando.

## Produzione
Il produttore Nigel Marchant ha rivelato che trattative riguardo a un film erano in corso dal lancio della quarta stagione di The Last Kingdom nell'aprile 2020. Nell'ottobre 2021, prima del debutto della quinta stagione, il lungometraggio continuazione della serie è stato annunciato al MCM London Comic Con da Alexander Dreymon, che lo vede come produttore esecutivo e protagonista. Con il titolo di lavorazione Sette re devono morire, segue gli eventi della serie che hanno avuto luogo in circa 45 anni di storia dal 866 in poi concentrandosi sul Regno del Wessex e sulle incursioni vichinghe in corso in Inghilterra.
La sceneggiatura del film è stata scritta da Martha Hillier con la regia di Ed Bazalgette e i produttori sono Marchant, Gareth Neame e Mat Chaplin. Insieme a Dreymon, Hillier è anche produttrice esecutiva. È prodotto da Carnival Films e distribuito internazionalmente da NBCUniversal International Distribution. La lavorazione è iniziata a Budapest nel gennaio 2022 ed è terminata alla fine del marzo seguente.
Diversi personaggi principali presenti nella serie The Last Kingdom sono stati tagliati dal film durante la produzione i quali includono: Lady Aelswith (Eliza Butterworth), re Edward (Timothy Innes), Lady Aelfwynn (Phia Saban), Cynlaef (Ryan Quarmby), la figlia maggiore di Uhtred, Stiorra (Ruby Hartley) e il giovane Uhtred (Finn Elliot) a causa della durata ridotta dal cambio della sceneggiatura. Martha Hillier ha dichiarato che «È stato straziante... Ma avevamo solo una quantità stabilita di spazi e non potevamo coprire tutti i personaggi. È una storia basata molto sul singolo protagonista.»

## Distribuzione
Il film è stato distribuito il 14 aprile 2023 da Netflix.

## Accoglienza

### Critica
Rotten Tomatoes riporta l'82% delle recensioni professionali positive, con un voto medio di 7,1 su 10 basato su 17 critiche. Metacritic, invece, ha assegnato un punteggio di 48 su 100 basato su 6 recensioni.
Leslie Felperin del The Guardian ha affermato che il film ha «tantissima trama stipata con precisione nella durata», ma il regista «Edward Bazalgette gestisce la narrazione in maniera efficiente». Jo Berry di Digital Spy ha descritto «un film di azione e avventura girato meravigliosamente con un protagonista che vale la pena di essere guardato.» Catharine Bray di Variety ha apprezzato Pekka Strang nel suo ruolo di re guerriero danese Anlaf sebbene abbia asserito che «probabilmente non un film che coinvolgerà troppe persone al di fuori della fanbase esistente della serie» ma quello che è «più interessante, tuttavia, è nel suo approccio alla religione, sessualità e cultura e la fusione di popoli, credenze e valori analogo ai giorni nostri.»

### Primati
A livello mondiale, The Last Kingdom - Sette re devono morire ha debuttato in prima posizione nella classifica di film in lingua inglese di Netflix per la settimana di rilevamento 10-16 aprile 2023 con 35,5 milioni di ore visualizzate. La settimana successiva, è rimasto al primo posto raccogliendo altre 25,7 milioni di ore di visualizzazioni.